# 예산 수덕사 칠층석탑
예산 수덕사 칠층석탑(禮山 修德寺 七層石塔)은 대한민국 충청남도 예산군 수덕사에 있는, 일제강점기의 칠층석탑이다. 1984년 5월 17일 충청남도의 문화재자료 제181호로 지정되었다.

## 개요
이 탑은 1931년 만공대선사가 건립한 석탑으로 기단부 없이 바로 탑신과 옥개석으로 되어 있다. 기단 면석 밖으로 두드러지게 우주를 표현하였고, 면석에는 두께 10cm 정도의 사각 테두리가 돌려져 있다. 탑신부의 옥신은 없는데, 옥신 대신 3개의 정사면체 석재를 주춧돌처럼 놓아 1층 지붕돌을 받치고 있다. 각 층의 면석과 지붕돌은 별개의 돌로 이루어졌고, 면석마다에는 우주와 창방이 표현되어 있으며 지붕돌은 2단의 받침을 가지고 있는데 반전이 매우 심하다. 상층부에는 찰주·보주·보륜이 올려져 있다. 대체로 간결하면서도 세련된 느낌을 주는 탑이다.

## 같이 보기
- 수덕사

## 참고 자료
- 수덕사칠층석탑 - 국가유산청 국가유산포털